# Bisdom Tapachula
Het bisdom Tapachula (Latijn: Dioecesis Tapacolensis) is een rooms-katholiek bisdom met als zetel Tapachula, in Mexico. Het bisdom is suffragaan aan het aartsbisdom Tuxtla Gutiérrez. 

## Geschiedenis
Het bisdom werd opgericht op 19 juni 1957, uit delen van het bisdom Chiapas, en was suffragaan aan het aartsbisdom Antequera. Op 25 november 2006 veranderde het van kerkprovincie en werd suffragaan aan het aartsbisdom Tuxtla Gutiérrez. 

## Parochies
Het bisdom had in 2020 een oppervlakte van 12.245 km2 en telde 2.986.657 inwoners waarvan 25,3% rooms-katholiek was.

## Bisschoppen
- Adolfo Hernández Hurtado (13 januari 1958 - 6 september 1970)
- Bartolomé Carrasco Briseño (11 juni 1971 - 11 juni 1976)
- Juvenal Porcayo Uribe (3 juli 1976 - 30 juni 1983)
- Luis Miguel Cantón Marín (30 maart 1984 - 10 mei 1990)
- Felipe Arizmendi Esquivel (7 februari 1991 - 31 maart 2000)
- Rogelio Cabrera López (16 juli 2001 - 11 september 2004)
- Leopoldo González González (9 juni 2005 - 30 juni 2017)
- Jaime Calderón Calderón (7 juli 2018 - heden)

Tuxtla Gutiérrez (aartsbisdom) · San Cristóbal de Las Casas · Tapachula